# Flogging Molly
Flogging Molly är ett irländsk-amerikanskt keltiskt punk-band, bildat i Los Angeles 1997 och bestående av de sju medlemmarna Dennis Casey, Nathen Maxwell, George Schwindt, Bridget Regan, Matt Hensley, Bob Schmidt och Dave King. 
Flogging Molly är tydligt influerade av hardcorepunk, The Dubliners, The Pogues, The Clash och Horslips. Flogging Molly har starka känslor till Johnny Cash, vilket man kan höra i deras musik. Albumet Within a Mile of Home hedrar hans minne.
Skivan Drunken Lullabies sålde guld och de tog ett stort kliv framåt i karriären.
Dave King, som är född i Dublin, är sångare. Han har tidigare sjungit i bland annat bandet Fastway, där även Motörheads Eddie Clarke ingick. 
Flogging Molly har släppt åtta album. Det första var livealbumet Alive Behind the Green Door, som kom 1997. Övriga album är studioalbum.

## Diskografi
- 1997 – Alive Behind the Green Door (Live)
- 2000 – Swagger
- 2002 – Drunken Lullabies
- 2004 – Within a Mile of Home
- 2006 – Whiskey on a Sunday (även dvd medföljer)
- 2007 – Complete Control Sessions (EP)
- 2008 – Float
- 2010 – Live at the Greek Theatre (Live, även dvd medföljer)
- 2011 – The Speed Of Darkness
- 2017 - Life is Good
- 2022 - Anthem